# 復員
復員、動員解除或遣散（Demobilization）是指使一國軍隊從戰備狀態停止的程序，軍人在該程序下解除其職務，成為退伍軍人返回民間。該程序之執行可能是由於戰爭獲勝，也可能是爭端已和平解決。復員的反義詞是動員。戰敗方遭強制動員解除則稱去軍事化。